# Billy et Bobby Mauch
Vous pouvez aider à l'améliorer ou bien discuter des problèmes sur sa page de discussion.
- Il ne cite pas suffisamment ses sources. Vous pouvez indiquer les passages à sourcer avec {{référence nécessaire}} ou {{Référence souhaitée}}, et inclure les références utiles en les liant aux notes de bas de page. (Marqué depuis mars 2024)
- Certaines informations devraient être mieux reliées aux sources mentionnées dans la bibliographie ou les liens externes. Améliorez sa vérifiabilité en les associant par des références. (Marqué depuis mars 2024)

- Archive Wikiwix
- Bing
- Cairn
- DuckDuckGo
- E. Universalis
- Gallica
- Google
- G. Books
- G. News
- G. Scholar
- Persée
- Qwant
- (zh) Baidu
- (ru) Yandex
- (wd) trouver des œuvres sur Wikidata

Billy Mauch (1921 - 2006) et Bobby Mauch (1921 - 2007) sont des acteurs américains, frères jumeaux nés à Peoria, Illinois (États-Unis). Ils ont joué notamment dans Le Prince et le Pauvre.

## Biographie
Billy et Bobby sont nés en 1921 à Peoria en Illinois. Leur père était employé à la compagnie de chemin de fer 'Toledo, Peoria & Western Railroad'. Ils ont commencé à chanter et jouer à la radio à l'âge de sept ans.  En 1935, ils ont signé un contrat avec Warner Bros pour 350 $ par semaine.
Après avoir déménagé avec leur mère à Hollywood, Billy tourne dans Anthony Adverse où Bobby était sa doublure.
Les jumeaux tiennent la vedette des trois films Penrod and Sam (en) de Booth Tarkington. Bobby quitte les plateaux, mais Billy continue à jouer des rôles mineurs dans un certain nombre d'autres films, le dernier étant Bedtime for Bonzo, qui a comme vedette Ronald Reagan et un chimpanzé.
Billy et Bobby Mauch assistent aux cours à Loyola High School à Los Angeles avant d'être diplômés de Mar-Ken School pour les enfants professionnels, à Hollywood. Durant leur dernière année, ils sont élus ensemble pour le poste de président de classe sous le slogan de la campagne « Deux têtes valent mieux qu'une ».
Les frères s'engagent ensemble dans l'United States Army Air Forces pendant la Seconde Guerre mondiale et ont été stationnés dans les Philippines. Ils sont apparus en 1943 dans 'Winged Victory' une comédie à Broadway.
Intéressés par les aspects techniques de réalisation, les deux frères ont finalement trouvé un emploi dans ce domaine. Bobby est devenu monteur dont Badge 714 (Dragnet). Billy est devenu un monteur sonore pour la Warner en 1950 et a continué à participer à plus de 300 films et émissions de télévision. Il a créé les effets sonores pour la célèbre voiture de course Bullitt avec Steve McQueen et les fourmis géantes dans Des monstres attaquent la ville (Them!).

## Filmographie
- 1936 : L'Ange blanc (The White Angel) de William Dieterle : Tommy 'Tom', the Drummer Boy
- 1936 : Anthony Adverse, marchand d'esclaves de Mervyn LeRoy : Anthony Adverse, at 10
- 1937 : Le Prince et le Pauvre (The Prince and the Pauper) : Tom Canty et le prince Edward
- 1937 : Penrod and Sam (en) de Booth Tarkington : Penrod Schofield
- 1938 : Penrod and His Twin Brother de Booth Tarkington : Penrod
- 1938 : Sons of the Plains
- 1938 : Penrod's Double Trouble de Booth Tarkington : Penrod Schofield
- 1938 : Football Romeo (en) : Play-by-play
- 1939 : I'll Tell the World : Twin Son
- 1947 : That Hagen Girl : College Student in Locker Room
- 1948 : La Dernière Rafale (The Street with No Name) : Mutt
- 1948 : Il marchait dans la nuit (He Walked by Night) : Young hoodlum
- 1949 : Les Mirages de la peur (The Accused) : Harry Brice
- 1949 : Roseanna McCoy : Cap Hatfield
- 1951 : On murmure dans la ville (People Will Talk) : Student
- 1951 : Bedtime for Bonzo : Student